# Дом-музей Франце Прешерна (Крань)
Дом-музей Франце Прешерна в Кране (словен. Prešernova hiša v Kranju) — музей и здание-достопримечательность, где последние два с лишним года своей жизни — с осени 1846 года по 8 февраля 1849 года — жил выдающийся словенский поэт Франце Прешерн.

## Краткие сведения
Дом был построен в XVII веке в стиле поздней готики. В 1811 году здание пострадало от пожара.
Франце Прешерн поселился в квартире на первом этаже этого дома в 1846 году. Тогдашним домовладельцем был пивовар Франц Майер. Прешерн жил здесь со своей сестрой Като, которая была его экономкой, и внебрачным сыном Андрея Смолета, Андреем Рудольфом, который работал прешерновым писарем.
Музеем здание было признано 8 февраля 1964 года. В 2000—2001 годах музей был отреставрирован, была также обновлена экспозиция, которая теперь иллюстрирует все основные этапы жизни поэта: молодые годы во Врбе, обучение в Вене, жизнь в Любляне и Кране. На первом этаже дома расположена выставка, где из года в год в даты рождения и смерти поэта устраиваются тематические культурные мероприятия. Спальня поэта и рабочий кабинет, где он трудился как адвокат, обставлены оригинальной мебелью.